# Agatha Christie: Ein Schritt ins Leere
Agatha Christie: Ein Schritt ins Leere (Originaltitel: Why Didn’t They Ask Evans?) ist eine britische Verfilmung aus dem Jahr 2022 des gleichnamigen Romans von Agatha Christie als Miniserie, die von dem Schauspieler Hugh Laurie geschrieben und inszeniert wurde. Die führende Hauptrolle spielt Will Poulter als Bobby Jones, der die letzten Momente eines Sterbenden miterlebt.
Die Serie wurde im Original in drei Episoden produziert und im Vereinigten Königreich am 14. April 2022 bei BritBox veröffentlicht und ein Jahr später vom 9. April 2023 an beim Sender ITV ausgestrahlt. In einigen anderen Ländern erschien sie in vier Episoden, darunter in Deutschland am 20. August 2022 bei RTL+.

## Handlung
Beim Golfen findet Vikarssohn Bobby Jones am Fuße der Klippen einen gestürzten Mann im Sterben, der als letzte Worte die Frage „Warum haben sie nicht Evans gefragt?“ äußert. Bobby findet in dessen Anzug ein Foto einer jungen Frau und wird beim Warten an der Leiche von dem zufällig vorbeikommenden Robert Bassington-ffrench abgelöst, doch als später in der Zeitung ein falsches Foto zur Identifikation der Frau und des Toten gezeigt wird, wird er misstrauisch und beginnt, mit seiner Jugendfreundin Lady Frances „Frankie“ Derwent, auf eigene Faust zu ermitteln.
Die Handlung der Serie folgt mit wenigen Abweichungen hauptsächlich getreu der Handlung des Romans. Ein entscheidender Unterschied ist, dass zum Ende der Täter nicht in ein anderes Land entkommt, sondern von Bobby und Frankie gestellt wird.

## Besetzung und Synchronisation
Die deutschsprachige Synchronisation entstand nach Dialogbüchern und unter der Dialogregie von Elke Weber-Moore durch die Studio Hamburg Synchron GmbH.
| Rolle                     | Darsteller      | Synchronsprecher   |
| ------------------------- | --------------- | ------------------ |
| Bobby Jones               | Will Poulter    | Max Felder         |
| Frankie Derwent           | Lucy Boynton    | Lena Schmidtke     |
| Moira Nicholson           | Maeve Dermody   | Marieke Oeffinger  |
| Dr. Alwyn Thomas          | Conleth Hill    | Hans Hohlbein      |
| Roger Bassington-ffrench  | Daniel Ings     | Johannes Raspe     |
| Ralph „Knocker“ Beadon    | Jonathan Jules  | Sascha Werginz     |
| Henry Bassington-ffrench  | Miles Jupp      | Armin Schlagwein   |
| Sylvia Bassington-ffrench | Amy Nuttall     | Andrea Cleven      |
| Rev. Richard Jones        | Alistair Petrie | Peter Flechtner    |
| Askew                     | Paul Whitehouse | Alexander Hauff    |
| Mr. Angel                 | Nicholas Asbury | Oliver Siebeck     |
| Amelia Cayman             | Morwenna Banks  | Frauke Poolman     |
| Wilfred Bragge            | Patrick Barlow  | Lutz Riedel        |
| Dr. George Arbuthnot      | Joshua James    | Valentin Stilu     |
| Lady Marcham              | Emma Thompson   | Monica Bielenstein |
| Lord Marcham              | Jim Broadbent   | Thomas Kästner     |
| Dr. James Nicholson       | Hugh Laurie     | K.Dieter Klebsch   |

## Produktion
Die Miniserie, basierend auf dem Roman Agatha Christies Ein Schritt ins Leere wurde im April 2021 von der nordamerikanischen Abteilung von BritBox, einem Streamingdienst für britische Inhalte, als deren bislang größtes Projekt in Auftrag gegeben zur Produktion durch Mammoth Screen, welche bereits nach Christie-Vorlagen die Miniserien Und dann gabs keines mehr (2015), The ABC Murders (2018) und The Pale Horse (2020) produziert hatte. Der aus Dr. House bekannte Schauspieler Hugh Laurie wurde als Drehbuchautor und Regisseur engagiert, den Roman zu adaptieren. Es handelt sich um seine erste größere Dramaserie in diesen Funktionen. Zusätzlich agierte er auch als Executive Producer. Für seine Umsetzung ließ er sich von dem Detektivfilm Der dünne Mann inspirieren, insbesondere für die Beziehung der beiden Hauptfiguren.
Die Serie wurde von Juni und Juli 2021 in der englischen Grafschaft Surrey unter anderem in den Städten Guildford und Mickleham gedreht. Für Szenen in der Kirche wurde die Kapelle des Selwyn College genutzt, dem Laurie angehörte. Die Klippen, an denen der Tod geschieht, sind dargestellt durch die Three Cliffs Bay.

## Rezeption
Jack Seale vom Guardian bezeichnet die Serie als „klassischer Whodunit mit Vergnügen in jeder Szene“ und lobt vor allem die Dialoge und die romantische Chemie der beiden Hauptfiguren, die von der Art sei, wo die Zuschauer gleich in den ersten Minuten ihrer ersten Begegnung wissen, dass sie einander lieben, und sie es auch selbst wissen, auch wenn sie es nie sagen. Nick Hilton vom Independent bescheinigt ihnen wiederum lustlose, flache Darstellungen und einen Mangel an Chemie, befindet die gesamte Serie aber dennoch als überaus heiter.